# Xanthippos

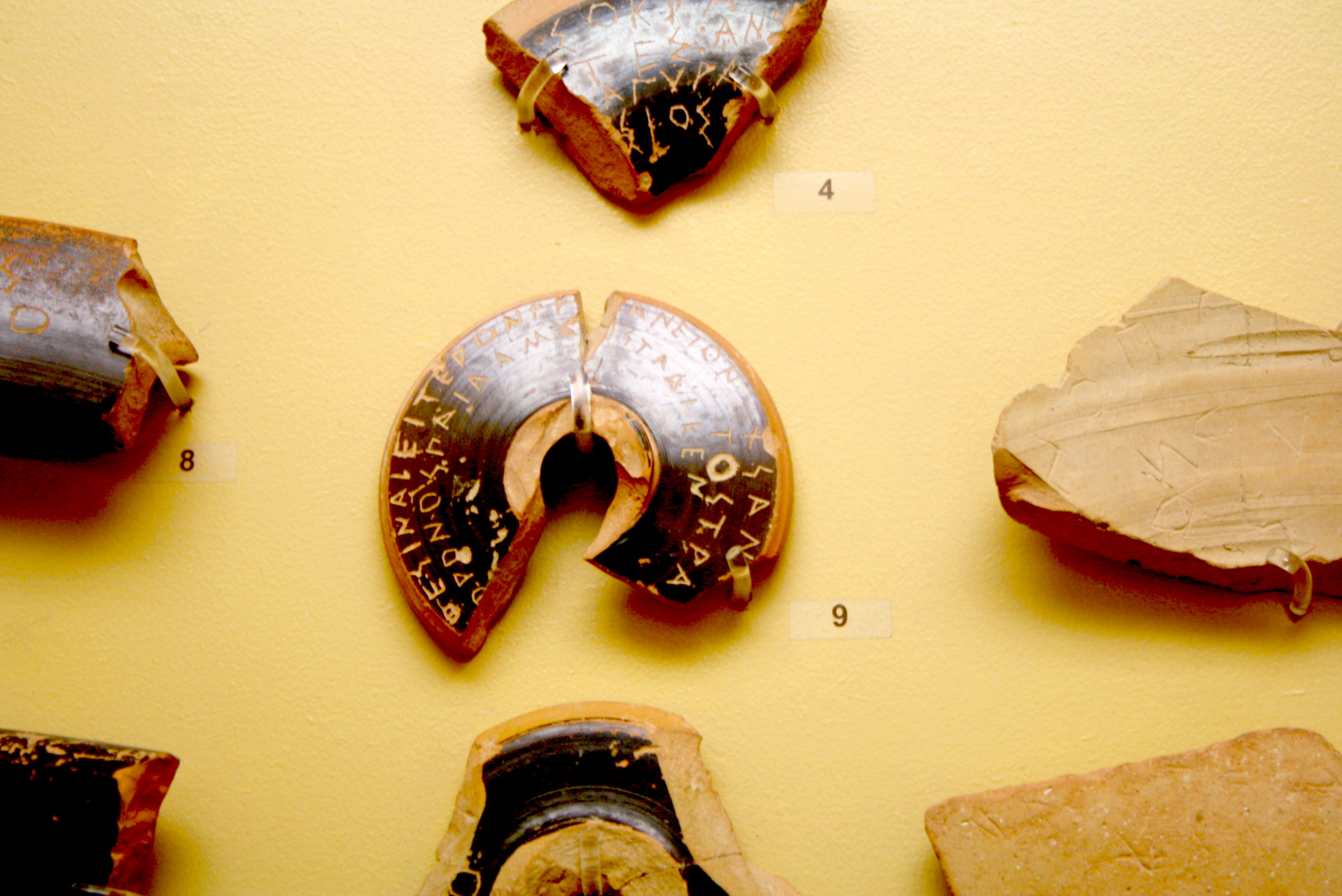
Keramický střep se jménem Xanthippa použitý při ostrakismu

Xanthippos byl athénský vojevůdce a politik, otec Periklův.
Roku 489 př. n. l. vedl obžalobu Miltiada, vítěze bitvy u Marathónu, za nezdařenou výpravu na ostrov Paros. Později byl ostrakizován (viz obz).
V roce 484, 483, nebo 479 př. n. l. spolu se Sparťany zvítězil nad perským loďstvem v bitvě u Mykalé a obsadil Séstos.